# Wayne (Illinois)
Wayne é uma vila localizada no estado americano de Illinois, no Condado de DuPage e Condado de Kane.

## Demografia
Segundo o censo americano de 2000, a sua população era de 2137 habitantes.
Em 2006, foi estimada uma população de 2387, um aumento de 250 (11.7%).

## Geografia
De acordo com o United States Census Bureau tem uma área de
15,1 km², dos quais 15,1 km² cobertos por terra e 0,0 km² cobertos por água.

## Localidades na vizinhança
O diagrama seguinte representa as localidades num raio de 12 km ao redor de Wayne.